# Tiphia impossibilis
Tiphia impossibilis is een vliesvleugelig insect uit de familie van de keverdoders (Tiphiidae). De wetenschappelijke naam van de soort is voor het eerst geldig gepubliceerd in 1985 door Arbouw.